# Résidence Biščević-Lakšić
La résidence Biščević-Lakšić est située en Bosnie-Herzégovine, sur le territoire de la ville de Mostar. Construite à la fin du XVIIIe siècle et au début du XIXe siècle, , elle est inscrite sur la liste des monuments nationaux de Bosnie-Herzégovine.